# Rebelión sajona

El Ducado de Sajonia y los territorios colindantes en torno al año 1000

La rebelión sajona o rebelión de los sajones (en alemán: Sachsenkrieg), también conocida como el levantamiento sajón (no se debe confundir con las guerras sajonas, también llamadas levantamiento sajón), se refiere a la lucha que enfrentó, durante el reinado de Enrique IV, a la dinastía salia que gobernaba el Sacro Imperio Romano  con los rebeldes sajones. El conflicto alcanzó su clímax entre el verano de 1073 y finales de 1075, en una rebelión que implicó varios choques armados.

## Orígenes
Antecedentes de la discordia entre la familia real salia y de los sajones ya ocurrieron durante el reinado del padre de Enrique, el emperador Enrique III. Eso pudo deberse en principio a su origen francorenano así como a sus habituales estancias en el palacio Imperial de Goslar, lo que conllevaba una carga económica desproporcionadamente elevada para la población cercana. Con el ascenso de Enrique IV en 1065, el conflicto se intensificó, ya que Enrique realizó demandas a numerosos dominios imperiales (Reichsgüter) en el centro del corazón de Sajonia, alrededor de los montes Harz —especialmente, a las minas de plata de Rammelsberg—. Para asegurarse esas propiedades inició un programa de construcción de castillos, levantando numerosas fortalezas en la zona —destacando la de Harzburg—, lo que fue percibido como una amenaza por los sajones. Además, los funcionarios de esos castillos eran ministeriales de origen suabo, que frecuentemente saqueaban a la población sajona.
En 1070 el conde sajón Otto de Nordheim, duque de Baviera desde 1061, había sido acusado por el ministerial Egeno I de Konradsburg de conspirar contra la vida del rey. Otto fue depuesto y desterrado, pero contó con el apoyo del joven Magnus, hijo del duque Ordulfo de Sajonia, pertenecientes ambos a la poderosa dinastía de los Billung. Enrique IV hizo capturar y encarcelar a ambos, pero mientras Otto era perdonado, Magnus permaneció bajo custodia en los Harzburg, al no mostrar intención de renunciar a la dignidad ducal sajona, y no fue liberado hasta después de la muerte de su padre en 1072.

## Motivos
Para entender las razones del estallido de la revuelta, es importante conocer a las personas y a los partidos implicados: Emperador Enrique IV, la nobleza sajona y los príncipes imperiales restantes.

### Enrique IV
El rey tenía sus propias razones, basadas en el golpe de Kaiserswerth y que tuvieron consecuencias a largo plazo. El periodo después del golpe fue utilizado por los príncipes imperiales para ampliar sus bases de poder en el Imperio, ya que no existía ningún gobernante capaz de contenerlos de facto. La emperatriz Inés era demasiado débil y había caído en desgracia, y el joven rey estaba en manos de Anno de Colonia. Cuando Enrique fue armado caballero  en 1065, fue capaz de contrarrestar esos avances. Aun así, el curso de los acontecimientos no debería ser visto como una recuperación, ya que la pérdida de tierras reales en la región de Harz puede ser considerada poco importante. Esas regiones ya habían sido motivo de disputas durante el reinado de Enrique III entre los salios y Sajonia. Los castillos indicaban más bien una expresión del poder real, ya que Enrique se apoyó especialmente en sus ministeriales, que dependían de su benevolencia, para liberarse del resto de los príncipes imperiales. Pero eso ocasionó aún más descontento entre los príncipes.

Europa central en torno al año 1000

### La nobleza sajona
Los motivos de los nobles sajones son ahora obvios, ya que se vieron muy afectados por las decisiones del Emperador, lo que provocaba su indignación. No estaban dispuestos a perder la influencia conseguida durante la ausencia de gobernantes. Esa independencia, que el propio rey trataba de conseguir, llevó a choques con el monarca, lo que creó malestar entre los príncipes sajones. Los esfuerzos de Enrique les hicieron desear un gobernante que fuera más fácil de manejar y culparon al rey de abusar de su autoridad oficial. Hubo también un conflicto debido a la llamada «inmediatez real», la presencia regular del rey en ciertas partes del Imperio. Pero esa situación fue posiblemente dramatizada, ya que el rey visitaba regularmente otras zonas del Imperio sin ninguna complicación parecida. Entre los príncipes sajones, y Otto de Nordheim en particular, encontraban que el rey era un incordio considerable debido a su participación en el golpe de Kaiserswerth y a la expansión de sus territorios en el Harz. Debido a esa disputa y a la pérdida posterior de sus propiedades, Otto jugaría un papel decisivo en la insurrección durante el curso del teórico complot para asesinar al rey.

### Los Príncipes Imperiales
Las disputas que rodearon a los ministeriales tuvieron mayores repercusiones y continuaron incluso entre los no insurgentes. El miedo a la pérdida de poder causó que los grandes príncipes del Imperio apoyaran pasivamente a la insurrección. Por ejemplo, Rodolfo de Suabia, Bertoldo de Carintia y Güelfo IV se distanciaron del Emperador.

## Comienzos de la rebelión
Según el cronista Lamberto de Hersfeld, los príncipes sajones acudieron al palacio imperial de Goslar el 29 de junio de 1073 para denunciar esos abusos y demandar mejoras. Enrique IV se negó a entrar en discusiones y huyó del gran ejército sajón hacia el cercano castillo de Harzburg, donde fue asediado por los rebeldes sajones, dirigidos nuevamente por Otto de Nordheim y por el obispo Burchard II de Halberstadt. El rey, sin embargo, consiguió huir en la noche del 10 de agosto de 1073, presuntamente a través del pozo del castillo. Enrique cruzó los montes Harz alcanzando el landgraviato de Turingia, llegando primero a Eschwege y luego se desplazó a Hersfeld, en Franconia, más al sur de Alemania. Pero apenas encontró apoyos entre los príncipes imperiales, que no estaban dispuestos a unirse a él contra los sajones.
Como resultado, el 27 de enero de 1074, Enrique sólo había reunido un pequeño ejército comparado con el gran ejército sajón estacionado en Hersfeld. Ambos bandos temían entrar en batalla, pero por razones diferentes. Enrique probablemente debido a su obvia inferioridad; y los dirigentes sajones, en cambio, siendo conscientes de que una victoria de su ejército, formado principalmente por campesinos, habría fortalecido la posición de estos últimos, una opción que no querían. Así que el 2 de febrero de 1074 se iniciaron las negociaciones de paz en Gerstungen, que concluyeron con un acuerdo entre ambas partes. El principal acuerdo fue que Enrique IV accedió a desmantelar sus castillos en la frontera de los Harz.
El compromiso de Enrique de desmantelar sus castillos, incluía a Harzburg, en el que se levantaba una iglesia colegial y una tumba en la que reposaban el hermano y el hijo de Enrique. Para proteger el enterramiento real, Enrique ordenó que sólo las torres y los muros del Harzburg fuesen demolidos. Eso encolerizó a la población rural circundante que, en marzo de 1074, arrasó el castillo y su iglesia hasta los cimientos y profanó las tumbas reales. Esa acción pudo haber tenido un efecto personal considerable sobre Enrique, pero políticamente le dio muchas opciones: el saqueo de la iglesia y la profanación de la tumba real provocaron un gran escándalo en su reino, y muchos de los príncipes imperiales regresaron a su lado. La nobleza sajona rechazó cualquier culpa por las acciones de la población rural e inmediatamente se ofreció a restaurar el castillo y la iglesia a sus expensas.

## Primera batalla de Langensalza
Enrique se encontraba de nuevo en guerra y esta vez reunió un ejército mayor, aunque no fue capaz de marchar contra los sajones hasta 1075. El 9 de junio de ese año, en la primera batalla de Langensalza —conocida en Alemania como la «batalla de Homburg en el Unstrut», ya que Homburg era un antiguo monasterio cerca de Bad Langensalza— se enfrentó a un ejército sajón, formado principalmente por simples campesinos, al que derrotó de manera aplastante, tras lo que devastó Sajonia y Turingia sin oposición.
Entre sus seguidores se contaban el duque de Suabia, Rodolfo de Rheinfelden, el duque Bratislao II de Bohemia, el duque Teodorico II de Lorena y el margrave Babenberg Ernesto de Austria, que murió en la batalla, así como el obispo Hermann de Bamberg y el conde Hermann II de Gleiberg. En el lado sajón, además del conde Otto de Northeim y del obispo Burchard II von Halberstadt, lucharon Magnus Billung, en ese entonces duque de Sajonia, el margrave Lotario Udo II y el conde Gebhard de Supplinburg, muerto en combate, así como el conde palatino Federico II de Goseck y el conde Dietrich II de Katlenburg.
Uno de los dos líderes, el obispo Burchard II de Halberstadt, fue capturado en Homburg por las tropas reales y luego fue finalmente entregado el 13 de junio como prisionero al obispo de Bamberg.
El cronista Lamberto de Hersfeld describió la batalla en sus Anales:

La batalla duró desde el mediodía hasta la novena hora y los ejércitos de los dos estados, Suabia y Baviera, estuvieron a punto de huir, ya que los mensajeros informaban repetidamente al rey de que sus gentes estaban en peligro, cuando de pronto el conde Hermann de Gleiberg y las tropas de Bamberg lanzaron un ataque. Ahora el duque de Bohemia, seguido por el duque Godofredo de Lorena galoparon con su caballería para unirse a la batalla. Los sajones no pudieron resistir esa masiva acometida y lentamente cedieron.

El 27 de octubre en el pueblo de Spier cerca de Sondershausen, los sajones capitularon públicamente ante el rey, ante todo el ejército. Enrique no tuvo piedad y saboreó su triunfo. La sumisión del dirigente sajón fue completa, según Lamberto, y la rendición, sin excepción, incondicional. Enrique mandó a numerosos príncipes sajones a prisión en varios lugares y transfirió sus feudos a otros.

## Consecuencias
Casi al mismo tiempo que la rendición, se inició la querella de las investiduras, que ocupó toda la atención de Enrique durante los siguientes años. El malestar en Sajonia también fue en aumento en ese periodo, pero no alcanzó el mismo nivel político o militar que entre 1073 y 1075.
En la dieta de príncipes en Trebur, en octubre de 1076, Otto de Northeim se alineó nuevamente con la oposición. A pesar de su condición de candidato potencial, los príncipes no le escogieron; y proclamaron en cambio, en 1077, en Forchheim, a Rodolfo de Rheinfelden y, más tarde, a Hermann de Salm como antirreyes. No obstante, Otto tuvo una influencia significativa  en la política de la oposición. Militarmente, volvió a distinguirse en las batallas de Mellrichstadt, de Flarchheim y del Elster, dirigiendo la vanguardia.
Incluso el hijo de Enrique, el rey Enrique V de Alemania, todavía tuvo que luchar con los sajones. Fue derrotado, por ejemplo, en 1115 en la batalla de Welfesholz frente a los sajones dirigidos por su sucesor, Lotario III.